# ستراهينيا بيتروفيتش
ستراهينيا بيتروفيتش هو لاعب كرة قدم صربي في مركز الوسط، ولد في 14 يونيو 1992 في نيش في صربيا. لعب مع رادنيتشكي نيش ونابريداك كروشيفاتس.

## وصلات خارجية
- ستراهينيا بيتروفيتش على موقع قاعدة بيانات كرة القدم.إي يو (الإنجليزية)
- ستراهينيا بيتروفيتش على موقع Soccerway.com (الإنجليزية)